# Carlos Alberto Raffo
Carlos Alberto Raffo (Buenos Aires, 10 de abril de 1926 – Guaiaquil, 18 de setembro de 2013) foi um futebolista argentino que jogou pela seleção do Equador. Raffo começou sua carreira jogando no Club Atlético Platense, na Argentina. Em 1952, mudou-se para o Equador a fim de jogar para o Argentina de Quito (hoje Deportivo Quito). Em 1954, ele se juntou ao Emelec, onde iria jogar várias temporadas, marcando 132 gols. Em seus últimos anos, jogou para o Everest e para o 9 Octubre. Raffo jogou pela seleção do Equador entre 1959 e 1963, marcou 10 gols em 13 jogos, sendo artilheiro da Copa América em 1963.